# Siegfried II van Weimar-Orlamünde
Siegfried II van Weimar-Orlamünde (circa 1107 - 19 maart 1124) was van 1113 tot aan zijn dood graaf van Weimar-Orlamünde. Hij behoorde tot het huis der Ascaniërs.

## Levensloop
Siegfried II was de oudste zoon van Siegfried van Ballenstedt, paltsgraaf aan de Rijn en graaf van Weimar-Orlamünde, uit diens huwelijk met Gertrudis, dochter van graaf Hendrik van Northeim.
In 1113 volgde hij zijn overleden vader op als graaf van Weimar-Orlamünde, terwijl het paltsgraafschap aan de Rijn door keizer Hendrik V overgedragen werd aan graaf Godfried van Calw. Rond 1115 hertrouwde zijn moeder met graaf Otto I van Salm, die mogelijk het regentschap van de nog minderjarige Siegfried op zich nam.
Siegfried II stierf in 1124. Hij was gehuwd met Irmgard van Henneburg, maar dit huwelijk was kinderloos gebleven. Hierdoor werd hij als graaf van Weimar-Orlamünde opgevolgd door zijn jongere broer Willem, die in 1126 opnieuw het paltsgraafschap aan de Rijn bemachtigde.